# Женіва (Огайо)
Женіва (англ. Geneva) — місто (англ. city) в США, в окрузі Ештабула штату Огайо. Населення — 5924 особи (2020).

## Географія
Женіва розташована за координатами 41°48′1″ пн. ш. 80°56′46″ зх. д. / 41.80028° пн. ш. 80.94611° зх. д. (41.800333, -80.946046).  За даними Бюро перепису населення США в 2010 році місто мало площу 10,71 км², уся площа — суходіл.

## Демографія
Згідно з переписом 2010 року, у місті мешкало 6215 осіб у 2479 домогосподарствах у складі 1527 родин. Густота населення становила 580 осіб/км².  Було 2769 помешкань (259/км²).
Расовий склад населення:
| - 94,3 % — білих - 1,7 % — чорних або афроамериканців - 0,5 % — азіатів - 0,1 % — корінних американців - 1,8 % — осіб інших рас |

До двох чи більше рас належало 1,7 %. Частка іспаномовних становила 5,5 % від усіх жителів.
За віковим діапазоном населення розподілялося таким чином: 22,2 % — особи молодші 18 років, 60,0 % — особи у віці 18—64 років, 17,8 % — особи у віці 65 років та старші. Медіана віку мешканця становила 40,9 року. На 100 осіб жіночої статі у місті припадало 95,5 чоловіків;  на 100 жінок у віці від 18 років та старших — 92,6 чоловіків також старших 18 років.
Середній дохід на одне домашнє господарство  становив 47 752 долари США (медіана — 41 698), а середній дохід на одну сім'ю — 60 078 доларів (медіана — 59 291). Медіана доходів становила 45 407 доларів для чоловіків та 26 146 доларів для жінок. За межею бідності перебувало 12,2 % осіб, у тому числі 16,0 % дітей у віці до 18 років та 4,7 % осіб у віці 65 років та старших.
Цивільне працевлаштоване населення становило 2537 осіб. Основні галузі зайнятості: освіта, охорона здоров'я та соціальна допомога — 26,3 %, виробництво — 22,0 %, роздрібна торгівля — 15,3 %.

## Персоналії
Народились
- Едвард Сильвестр Елліс (1840—1916) — американський письменник.